# Universidade de Malta

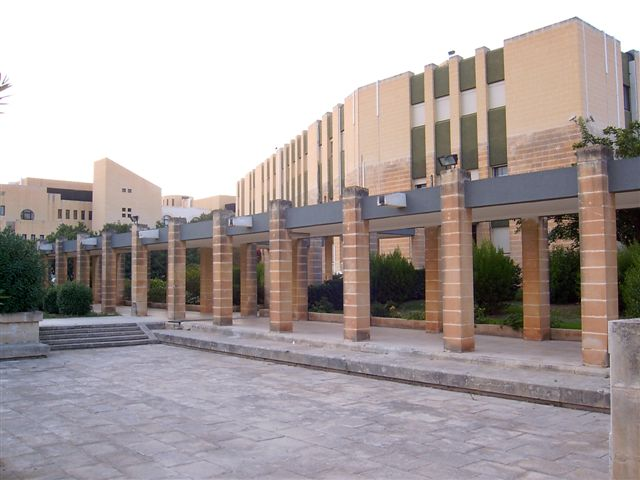
Campus da Universidade

A Universidade de Malta (em maltês Università ta' Malta; em inglês University of Malta) é a mais alta instituição de ensino superior da República de Malta. 
Foi fundada pelo bispo Garagallo em 1592, com o nome de Collegium Melitense, tendo sido administrada pelos jesuítas até 1768, quando da expulsão desses das ilhas maltesas. Sua estrutura então foi expandida, e Manuel Pinto da Fonseca, Grão-Mestre da Ordem Soberana e Militar de Malta, foi responsável pela base de criação da universidade em 1769. 
Napoleão Bonaparte conquistou Malta em 1798, transformando brevemente a universidade em uma instituição educacional francesa. As tropas francesas foram expulsas de Malta em 1800, de modo que as ilhas se tornaram protetorado britânico. A universidade foi reestabelecida por Sir Alexander Ball, governador de Malta. Em 1938, o rei Jorge VI criou o título de Real Universidade de Malta, do qual a palavra Real foi subsequentemente removida quando Malta se tornou uma república em 1974.